# Diego Vaya
Diego Vaya (Sevilla, 1980) es un poeta español en lengua castellana.

## Biografía
Es un profesor y Licenciado en Filología Hispánica por la Universidad de Sevilla. Ejerce la crítica literaria en diversos medios de información. Aparece en diversas antologías de la poesía española contemporánea. Durante varios años coordinó el Ciclo de Lecturas Poéticas de la Facultad de Filología, así como varias colecciones de libros de poesía y narrativa, entre ellas la editorial SIM/Libros, fundada junto a Jaime Galbarro García. Ha colaborado con reseñas y poemas en diversos medios culturales.

### Poesía
- Las sombras del agua. Editorial Alhulia, Granada, 2005. Prólogo de Jesús Munárriz. ISBN 978-84-96083-55-4.
- Un canto a ras de tierra. Premio Internacional de Poesía La Garúa, Editorial La Garúa, Barcelona, 2006. ISBN 978-84-934968-1-4.
- El libro del viento. Accésit del Premio Adonáis de Poesía, Ediciones Rialp, Colección Adonáis, 2008. ISBN 978-84-321-3672-6.
- Única Herencia. Premio de Poesía Universidad de Sevilla, Servicio de publicaciones de la Universidad de Sevilla, 2009. ISBN 978-84-472-1149-4.
- Circuito cerrado. La Isla de Siltolá, Colección Tierra, Sevilla, 2014. ISBN 978-8416210329.
- 33 Poemas. Antología poética. Editorial Paroxismo, México /EE. UU., 2015. Prólogo de Jaime Galbarro García. ISBN 978-0692211076.
- Game Over. Premio de Poesía Vicente Núñez. Editorial Renacimiento, Sevilla, 2015. ISBN 978-8416246212.
- Esto no acaba aquí. Antología 2005-2015. Editorial Maclein y Parker, Sevilla, 2020. Prólogo de Ariadna Jaime García.
- Pulso solar. Accésit del Premio de Poesía Jaime Gil de Biedma y Premio Andalucía de la Crítica. Editorial Visor, Madrid, 2021.
- Streaming. Premio de Poesía Ciudad de Badajoz. Editorial Reino de Cordelia, Madrid, 2022.

### Inclusión en antologías
- Antología de poetas en platea, de A.G Villarán y N. Mezquita,(Cangrejo Pistolero Ediciones, 2008). ISBN 978-84-936108-4-5.
- II Recital Chilango Andaluz, de I. Vergara y J. Villaseñor (Cangrejo Pistolero Ediciones, 2008). ISBN 978-84-936108-5-2.
- Entre el puente y el río. (Editorial Almuzara, 2009).ISBN 978-84-92573-56-1.
- Antología del beso, poesía última española, de Julio César Jiménez (Mitad doble ediciones, 2009). ISBN 978-84-613-0665-7.
- Y para qué + POETAS. Herederos y precursores. Poesía andaluza≤ n. 1970, de Raúl Díaz Rosales y Julio César Jiménez, (Eppur ediciones, Málaga, 2010). ISBN 978-84-937100-5-7.
- La vida por delante– Antología de jóvenes poetas andaluces, selección de Ana Alvea Sánchez y Jorge Díaz Martínez, Ediciones En Huida, Sevilla, 2014. ISBN 978-84-939539-9-7.
- Con&Versos. Poetas andaluces para el siglo XXI, selección de Antonio Moreno Ayora, La Isla de Siltolá, Sevilla, 2014. ISBN 978-84-16210-00-8.
- Limen, nº 2, Mehrsprachige Zeitschrift für zeitgenössische Dichtung, selección de Kristin Bischof y Maximo Pizzingrilli, Osnabrück, 2014
- Séptima antología de Adonáis. Ediciones Rialp, colección Adonáis, 2016. ISBN 978-84-321-4685-5

### Narrativa
- Inma la estrecha no quiere mi amor. La Isla de Siltolá, Colección Levante. Sevilla, 2011. ISBN 978-84-15039-85-3
- Medea en los infiernos. Premio de Novela de la Universidad de Sevilla, Editorial Punto de Lectura, Madrid, 2013. ISBN 978-8466327305
- Arde hasta el fin, Babel. Editorial Maclein y Parker, Sevilla, 2018. ISBN 978-84-947107-9-7

### Ensayo
- Luis Gordillo [insularidad e inconformismo]. La Isla de Siltolá, Colección Levante. Sevilla, 2016. ISBN 978-84-16682-34-8
- El alma de la máquina, la máquina del alma. Dentro del catálogo de la exposición de Luis Gordillo Memorándum. Museo de la Universidad de Navarra, Navarra, 2021.

### Obra infantil
- Monstruosamente divertido. Ediciones En Huida, Colección Bilongui, Sevilla, 2015. ISBN 978-84-943972-8-8.
- Cuatro Fábulas. Diputación de Ciudad Real, 2018. ISBN 978-8477893516

## Reconocimientos
- Primer Premio de Poesía Searus, 2005
- Primer Premio de Poesía Joven La Garúa, 2005.
- Accésit del Premio Adonáis, 2007.
- XIV Premio de Poesía Universidad de Sevilla, 2008.
- XVIII Premio de Novela letras Hispánicas Universidad de Sevilla, 2012.
- XIII Premio de Poesía "Vicente Núñez", 2014.
- XVII Premio de Poesía Jaime Gil de Biedma y Alba, 2020.
- 39° Premio de Poesía Ciudad de Badajoz, 2020.
- Accésit del XXXI Premio de Poesía Jaime Gil de Biedma, 2021.
- Premio Andalucía de la Crítica de Poesía, 2022.